# Петруполис
Петру́полис (греч. Πετρούπολις ή Πετρούπολη) — город в Греции, северный пригород Афин. Расположен на высоте 140 метров над уровнем моря, на Афинской равнине, у подножия Пойкилона, в 26 километрах к северо-западу от Афинского международного аэропорта «Элефтериос Венизелос» и в 8 километрах к северо-западу от центра Афин, площади Омониас. Административный центр одноимённой общины (дима) (Δήμος Πετρουπόλεως) в периферийной единице Западных Афинах в периферии Аттике. Население — 58 979 жителей по переписи 2011 года. Площадь — 6,597 квадратного километра. Плотность — 8940,28 человека на квадратный километр. Димархом на местных выборах 2014 года избран Симос Эвангелос (Σίμος Ευάγγελος).

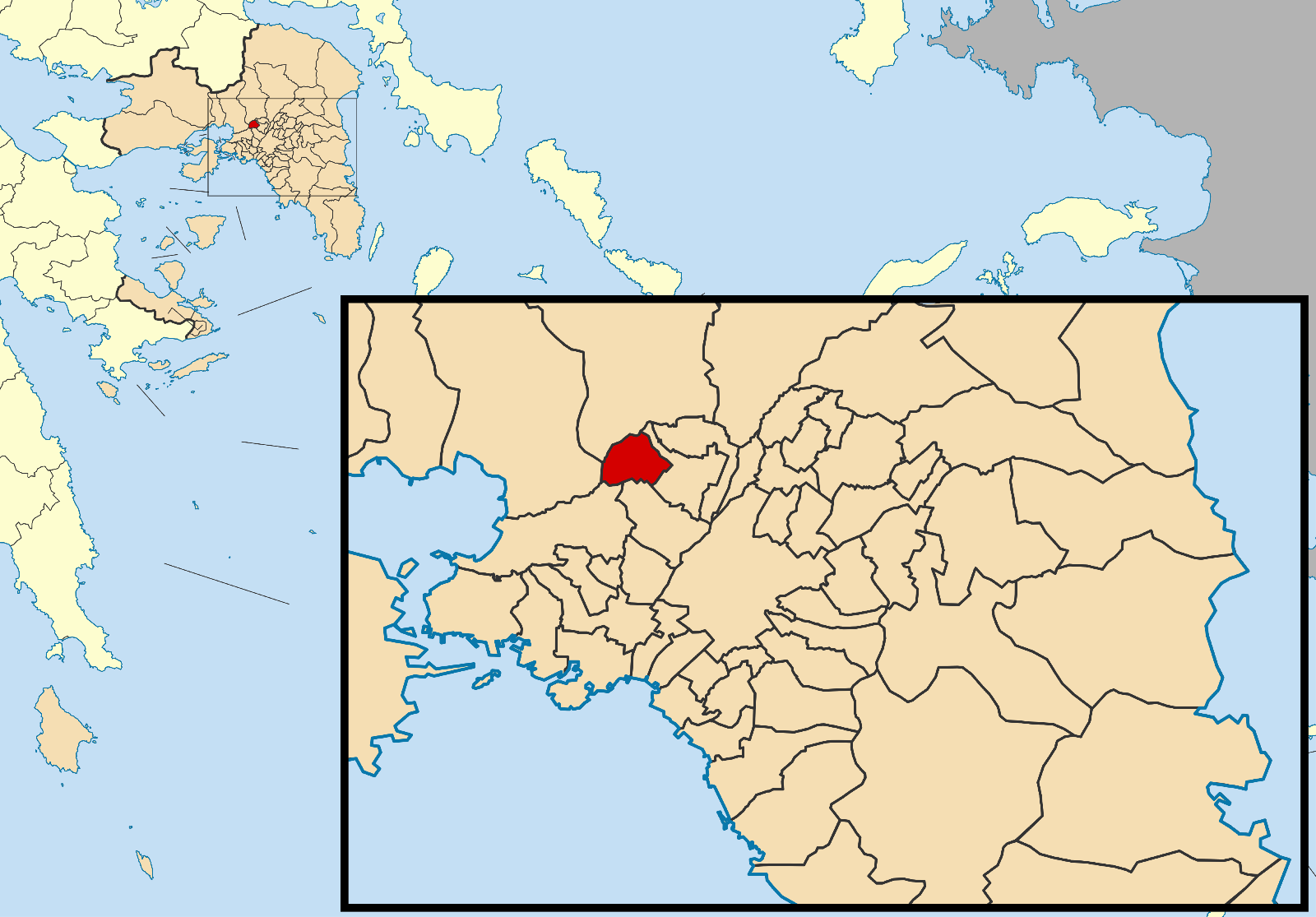
Община Петруполис на карте периферии Аттики

К востоку от города проходит автострада 1 Пирей — Афины — Салоники — Эвзони, часть европейского маршрута E75.

## История
В 1940 году Петруполис признан поселением в составе Неа-Льосии, в 1946 году отделен от Неа-Льосии и создано сообщество. В 1972 году сообщество признано общиной.

## Население
| Год  | Население, человек |
| ---- | ------------------ |
| 1991 | 39 703             |
| 2001 | 51 559             |
| 2011 | ↗ 58 979           |